# 44. Филмски сусрети у Нишу
44. Филмски сусрети одржани су од 22. августа до 28. августа 2009.
Уметничка директорка фестивала је била Горица Поповић.

## Жири
| Састав жирија      |               |                  |
| председница жирија | Дара Џокић    | Дара Џокић       |
| чланови жирија     | Исидора Минић | Горан Султановић |

## Програм
Током фестивала приказано је 14 филмова, од којих 1 је био гостујући.
| Дан        | Програм                                              |
| ---------- | ---------------------------------------------------- |
| 22. август | Свечано отварање                                     |
| 22. август | Ђавоља Варош (Владимир Паскаљевић)                   |
| 22. август | Београдски фантом (Јован Тодоровић)                  |
| 23. август | Хитна помоћ (Горан Радовановић)                      |
| 23. август | Додела награде „Павле Вуисић"                        |
| 23. август | Неко ме ипак чека (Марко Новаковић)                  |
| 24. август | Зона мртвих (Милан Коњевић)                          |
| 24. август | Турнеја (Горан Марковић)                             |
| 25. август | Тамо и овде (Дарко Лунгулов)                         |
| 25. август | Друг Црни у НОБ-у (Раде Марковић)                    |
| 26. август | Рањени орао (Здравко Шотра)                          |
| 26. август | Свечано уручење награде Она и он                     |
| 26. август | Јесен у мојој улици (Милош Пушић)                    |
| 27. август | Чекај ме, ја сигурно нећу доћи (Мирослав Момчиловић) |
| 27. август | Ин мемориам                                          |
| 27. август | Свети Георгије убива аждаху (Срђан Драгојевић)       |
| 28. август | Свечана додела награда и затварање фестивала         |
| 28. август | Buick Riviera (Горан Рушиновић) гостујући филм       |

## Награде
| Награда                          | Добитник/Добитница                         | Улога | Филм (редитељ/редитељка)                           |
| -------------------------------- | ------------------------------------------ | ----- | -------------------------------------------------- |
| Гран при Наиса                   | Лазар Ристовски                            |       | Свети Георгије убива аждаху и Ђавоља варош         |
| Цар Константин                   | Гордан Кичић                               |       | Чекај ме, ја сигурно нећу доћи и Турнеја           |
| Царица Теодора                   | Милица Михајловић                          |       | Чекај ме, ја сигурно нећу доћи                     |
| Повеља за мушку улогу            | Милутин Милошевић                          |       | Свети Георгије убива аждаху и Београдски фантом    |
| Повеља за женску улогу           | Мирјана Карановић                          |       | Чекај ме, ја сигурно нећу доћи и Тамо и овде       |
| Награда за епизодну мушку улогу  | Петар Божовић                              |       | Чекај ме, ја сигурно нећу доћи                     |
| Награда за епизодну женску улогу | Јелена Ђокић                               |       | Чекај ме, ја сигурно нећу доћи                     |
| Награда за најбољег дебитанта    | Милена Предић                              |       | Свети Георгије убива аждаху                        |
| Награде за страног глумца        | Дејвид Торнтон, Наташа Јањић и Мира Фурлан |       | Тамо и овде, Свети Георгије убива аждаху и Турнеја |

Додељене су и незваничне награде фестивала, и то:
- Награда за животно дело Павле Вуисић припала је глумцу Богдану Диклићу.
- Награду за глумачки пар године, Она и он коју додељују ТВ Новости добили су Слобода Мићаловић и Иван Босиљчић за улоге у ТВ серији Рањени орао.